# Сільський округ імені Шиганак Берсієва
Сільський округ імені Шигана́к Берсі́єва (каз. Шығанақ Берсиев ат. ауылдық округі, рос. Сельский округ имени Шыганак Берсиева) — адміністративна одиниця у складі Уїльського району Актюбінської області Казахстану. Адміністративний центр — село Каратал.
Населення — 1770 осіб (2021; 2144 у 2009, 2347 у 1999, 2588 у 1989).
Станом на 1989 рік існувала Берсієвська сільська рада (Карасу ферма 2, Каратал, Кумжарган). 2009 року Каратальський сільський округ перейменовано в сучасну назву.

## Склад
До складу округу входять такі населені пункти:
| Населений пункт | Колишні назви  | Населення, осіб (1989) | Населення, осіб (1999) | Населення, осіб (2009) | Населення, осіб (2021) |
| --------------- | -------------- | ---------------------- | ---------------------- | ---------------------- | ---------------------- |
| Карасу, село    | Карасу ферма 2 | 318                    | 215                    | 251                    | 106                    |
| Каратал, село   | -              | 1708                   | 1513                   | 1343                   | 1174                   |
| Кумжарган, село | -              | 562                    | 619                    | 550                    | 490                    |